# Robert Janás

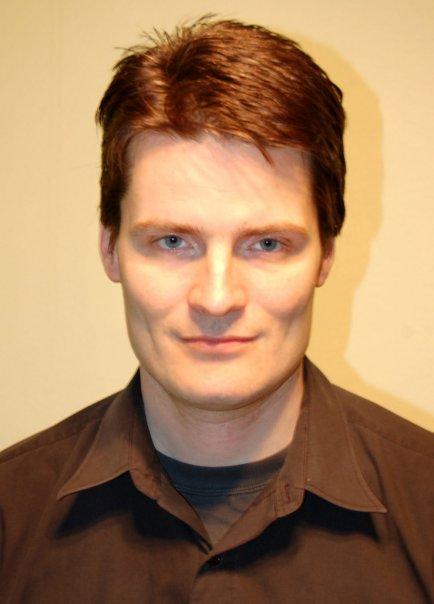
Robert Janás, 2009

Robert Janás (* 30. April 1973 in Brünn) ist ein tschechischer Kunsthistoriker, Autor und Fotograf.

## Werdegang
Im Jahr 1991 begann Janás ein Studium an der Masaryk-Universität in Brünn, welches er 1998 mit einem Master of Arts abschloss. 2002 schrieb Janás seine Dissertation Mährischer Kunstverein v letech 1882–1918, dějiny a výstavní činnost spolku. Von 1998 bis 2003 war Janás Dozent an der Masaryk-Universität. Seit 2005 ist er Dozent an der Karls-Universität Prag.
Janás veröffentlichte mehrere Romane wie 1998 den Roman „Modrá mlha“ („Der blaue Nebel“) und 2003 „Smaragdové lampy. Lamps of Emerald“. Weiterhin schrieb er mehrere Sachbücher.

## Werke
- 1998: Modrá mlha (Der blaue Nebel), ISBN 80-9003-855-7
- 2003: Smaragdové lampy. Lamps of Emerald, Větrné mlýny, ISBN 80-86151-78-6
- 2004: … z lásky k umění a sobě pro radost …, Moravská Galerie, ISBN 80-7027-127-2
- 2009: Jiří Hauschka – Obrazy 2003–2009, ARS kontakt, ISBN 978-80-904288-1-2
- 2011: Stuckism International: The Stuckist Decade 1999–2009, Victoria Press London, ISBN 978-0907165286
- 2011: The Enemies of Art: The Stuckists, Victoria Press, gemeinsam mit Edward Lucie-Smith und Charles Thomson, ISBN 978-0907165316

## Einzelausstellungen (Auszug)
- 2002: Kulturzentrum Brüno
- 2008: Galerie XXL

## Gruppenausstellungen (Auszug)
- 2008: Galerie Dolmen
- 2010: Galerie 21, Prag
- 2011: 10. Internationale Contemporary Art Fair Art, Prag